# Fettes College
Le Fettes College est un internat et un externat indépendant mixte situé à Édimbourg, en Écosse, dont plus des deux tiers des élèves résident sur le campus. L'école est à l'origine un internat pour garçons uniquement et est devenue mixte en 1983. En 1978, le collège disposait d'un terrain de golf de neuf trous, d'une patinoire utilisée en hiver pour le hockey sur glace et en été comme piscine extérieure, d'une piste de course de fond et d'un stand de tir à la carabine dans le parc boisé de 300 acres. Fettes est parfois qualifié de Public school, bien que ce terme ait traditionnellement été utilisé en Écosse pour les écoles publiques. 
L'école a été fondée grâce à un legs de Sir William Fettes en 1870 et a commencé à admettre les filles en 1970. Elle suit le système éducatif anglais plutôt qu'écossais et compte neuf maisons. Le bâtiment principal a été conçu par David Bryce.